# Odontocera flavicauda
Odontocera flavicauda là một loài bọ cánh cứng trong họ Cerambycidae.